# Maria Girona i Benet
Maria Girona i Benet (Barcelona, 30 de novembre de 1923 - Barcelona, 8 de març de 2015) fou una pintora, gravadora i activista cultural catalana, a més de cofundadora de l'Escola de Disseny i Art de Barcelona coneguda com a Escola EINA, i del grup «Els Vuit». També fou una de les impulsores del moviment d'«Estampa Popular» en la seva faceta catalana els anys 1960.
El 1998 rebé la Creu de Sant Jordi.

## Biografia
Filla de l'arquitecte barceloní Lluís Girona i Cuyàs i de la terrassenca Mercè Benet i Vancells, es va criar a Barcelona, estiuejant a Tossa i després a Cadaqués i Calaceit.
Va aprendre l'ofici de pintar al taller del seu oncle Rafael Benet i Vancells, i a l'Acadèmia Tàrrega de Barcelona, on conegué el pintor i poeta Albert Ràfols-Casamada el 1945. El presentà a altres artistes, amb els quals van establir el grup «Els Vuit» (format pel poeta Jordi Sarsanedas, l'escultor Miquel Gusils, el compositor Joan Comellas i els pintors Joan Palà, Ricardo Lorenzo i Vicenç Rossell, a més de Girona i Ràfols-Casamada).
El 1946 començà la seva trajectòria professional amb una exposició col·lectiva del grup Els Vuit a la Sala Pictòria de Barcelona.
Del 2 al 22 d'octubre de 1948, Girona va participar en el Primer Saló d'Octubre a les Galeries Laietanes, juntament amb Modest Cuixart, Josep Hurtuna, Ramon Mercadé, Ramon Rogent, Albert Ràfols-Casamada, Josep Maria de Sucre, Jacint Morera i Pujals, Francesc Todó, Pere Tort i Antoni Tàpies. Durant els anys posteriors, fins a 1955, va continuar exposant als Salons d'Octubre de Barcelona.
La temporada de 1949-1950 rebé una beca del govern francès per estudiar art i es traslladà a París, on després residí de 1952 a 1954. L'any 1950 va participar en una exposició grupal en el Col·legi d'Espanya de la Ciutat Universitària de París. Posteriorment va realitzar viatges d'estudi a França, Bèlgica, Holanda i Anglaterra. Va seguir-hi un curs a l'École du Louvre i va treballar lliurement a l'Académie de la Grande Chaumière.
El 1952, es casà amb l'Albert Ràfols-Casamada. Aviat va començar a exposar individualment a Barcelona i a Madrid. El març de 1952 va participar en l'exposició Fleurs et natures mortes, realitzada al Museu d'Art Modern de París en honor de l'escultor Juli González. Hi van participar una cinquantena d'artistes, entre els quals hi havia Albert Ràfols-Casamada, Josep Maria de Sucre i Joan Josep Tharrats.
El 1953 i 1955 va participar en la II i III Bienal Hispanoamericana d'Art, celebrades a l'Havana i Barcelona, respectivament. Durant els anys 1954 i 1962 va realitzar exposicions a ciutats diverses, entre les quals figuren Barcelona, Berga, Santander, Lisboa, París i Madrid.
El 1965 va participar en la primera mostra de l'Estampa Popular Catalana a la Galeria Belarte, juntament amb artistes com Francesc Artigau, Esther Boix, Josep Guinovart, Carles Mensa, Albert Ràfols-Casamada, Josep Maria Subirachs i Francesc Todó.
Maria Girona fou professora de l'Escola Elisava, que impartia ensenyaments de disseny gràfic, disseny industrial i interiorisme. Va ser creada el 1961 per diverses personalitats del món de l'art, l'arquitectura i el disseny, entre els quals figurava Girona. Les interferències del Centre d'Influència Catòlica Femenina (CICF), l'entitat que els acollia, va provocar la dimissió de Maria Girona i altres vint-i-cinc professors de l'escola, que van decidir crear-ne una de nova. El 1967, junt amb un grup d'altres intel·lectuals, cofundà EINA, Escola de Disseny i Art i hi dedicà molta energia des de la seva inauguració. Com a mínim des de 1972, fou també professora de l'escola.
També s'implicà en les lluites per la llibertat i la democràcia de l'època de la dictadura i la transició, va participar en la Caputxinada del març del 1966, i la Tancada d'intel·lectuals a Montserrat el desembre de 1970.
El 1998 va rebre la Creu de Sant Jordi i el 2001 es va inaugurar a Capellades la Fundació Ràfols-Casamada - Maria Girona. El mes de febrer de 2010 va exposar a la galeria Tatiana Kourochkina de Barcelona, una exposició comissariada per Victòria Combalía.
El 2023 es va celebrar l'any Ràfols Casamada-Maria Girona, comissariat per Bernat Puigdollers, una iniciativa de Lluís Bassat i el Consorci Museu d’Art Contemporani de Mataró. Coincidint amb el centenari del seu naixement, la Fundació Vila Casas va presentar la primera exposició antològica de Maria Girona des de la seva mort en una retrospectiva amb 130 peces als Espais Volart.

## Obra
El seu estil partí del fauvisme colorista d'Henri Matisse, però de construcció cubista, i passà a fer una pintura d'imatges simples, de formes suaus, lírica en la seva plasticitat. En la seva obra trobem molts dels principis en els que es basa bona part de l'art modern: una pintura plana, una ordenació de colors que convergeixen centrats pel tema i un tractament figuratiu d'aquest. Girona va conrear una obra figurativa en la que predominaven diferents tipus de paisatge, natures mortes i retrats. Trets distintius de la seva pintura són la sensibilitat cromàtica, la simplicitat estilística, la sobrietat i la depuració estètica.
Josep Maria de Sucre deia el 1947 de l'obra de Girona que «no recurre para expresarse a ningún recurso de amañado virtuosismo para deslumbrar o sujetar lisongeramente [sic] al desafortunado carente de criterio perceptivo del palpito cósmico. La luz es en la artista el estímulo directo de su caligrafía pictórica […]. El colorido no aborroca [sic] nunca el animado sentido original del austero lirismo que en sus tres dimensiones, es configurado pictóricamente. La matización se expresa en suaves tonos de insinuación persuasiva». Segons el crític Josep Maria Castellet, la personalitat pictòrica de Maria Girona ja estava configurada a principi de la dècada dels cinquanta: «Salvo ciertas pinceladas de técnica cezánnianas, la pintora ha encontrado ya los rasgos determinantes de los que ha de partir su evolución posterior. María Girona ya es, en esos momentos, una pintora en la que esencialmente el color plano, antes que el trazo o la materia, configura sus cuadros».
Gabriel Ferrater escriví sobre el seu estil: «La simplicidad de las creaciones de la artista no se debe a un empobrecimiento de los materiales inciales per ella elaborados. Tal vez sería major hablar de seguridad, que no de simplicidad». També observaba una evolució des de les seves primeres pintures: «Son muy significativos los últimos cuadros de la artista. Casi monocromos, desarrollados en una gama de ocres y pardos apenas realzados por algún gris frío; en ellos renuncia la pintora a la seducción de la alegre policromía de obras anteriores». Aquest aspecte també va ser apuntat per Josep Maria Castellet, que va ennumerar els punts principals de l'evolució de la seva pintura una dècada després del seu debut a finals dels anys quaranta:
1. Substitució de la pinzellada de tradició cezánniana per unes masses de color que es limiten recíprocament les unes a les altres.
2. Aparició de traços lineals, generalment de gamma fosca, que descriuen sobre el fons, amb gran esquematisme, els objectes que constitueixen els focus anecdòtics d'atenció, que trenquen «voluntària i armònicament» el cromatisme però que alhora es troben totalment integrats en la composició. Constitueixen un element dinàmic i infundeixen un ritme que trenca l'estatisme «sempre perillós» del fons de color.
3. Evidència de la «veritat pictòrica […], gràcies a la qual el quadre arriba a ser la explicitació racional […] de si mateix, exactament en el pol oposat de la pintura a la moda que es complau en un irracionalisme que afecta el fonament mateix de la pintura com activitat creadora, a la vegada artística i cultural».

Castellet també va apuntar que Girona va enfrontar-se a la figuració de la qual fugien les avantguardes artístiques: «María Girona […] ha permanecido al margen de las graves tentaciones de cualquier vanguardismo. Su pintura ha permanecido fiel a sí misma y fiel a la mayor tradición de la pintura moderna».
Els anys 1970 adoptà la tècnica del collage, amb la qual realitzà una sèrie de treballs composts amb elements d'ornamentació naïf, d'accent démodé, evocadors d'ambients i d'èpoques passades.

### Obres destacades
- 1956 - Paisatge urbà (oli sobre tela), conservada al MACBA.[24]
- c. 1958 - "El pesquero" (oli sobre tela), conservada a la Biblioteca Museu Víctor Balaguer.[25]
- c. 1960 - Parc (litografia), conservada al Museu d'Art de Sabadell.[25]
- 1963 - Campos y paz (pintura acrílica sobre tela), conservada a la Biblioteca Museu Víctor Balaguer.[25]
- 1982 - Vas de flors (litografia sobre paper), conservada al MACBA.[24]
- 1987 - Bol blau (oli i carbonet sobre tela), conservada al MACBA.[24]
- 1987 - Ritme en gris (tècnica mixta sobre paper), conservada al MACBA.[24]

## Exposicions

### Taula d'exposicions
| Any       | Nom de la exposició | Lloc                                              | Ciutat                  | Individual, en tàndem, o col·lectiva | Notes, comentaris                                 |
| --------- | --- | ------------------------------------------------- | ----------------------- | ------------------------------------ | ------------------------------------------------- |
| 1951      | Exposicions a Madrid i Barcelona.                                                                                               |                                                   | Madrid i Bcn            | individual                           |                                                   |
| 1954      | exposició individual a la Sala Vayreda (del 6 al 19 de febrer)                                                                  | Sala Vayreda                                      | Bcn                     | individual                           |                                                   |
| 1946      | Exposició del grup Els Vuit |                                                   | Bcn                     | col·lectiva                          |                                                   |
| 1947      | Maria Girona: pintura - Miguel Gusils: escultura (del 29 de novembre al 12 de desembre). (del 29 de novembre al 12 de desembre) | Sala Pictoria                                     | Bcn                     | en tàndem                            |                                                   |
| 1948      | Saló d'Octubre (Barcelona) |                                                   | Bcn                     | col·lectiva                          |                                                   |
| 1949      | Saló d'Octubre (Barcelona) |                                                   | Bcn                     | col·lectiva                          |                                                   |
| 1950      | Saló d'Octubre (Barcelona) |                                                   | Bcn                     | col·lectiva                          |                                                   |
| 1950      | col·lectiva al Col·legi d'Espanya de la Ciutat Universitària de París                                                           | Col·legi d'Espanya, Ciutat Universitària de París | París                   | col·lectiva                          |                                                   |
| 1951      | Maria Girona - Albert Ràfols-Casamada (25/09/1951-11/10/1951)                                                                   | Galería Buchholz                                  | Madrid                  | en tàndem                            |                                                   |
| 1951      | Saló d'Octubre (Barcelona) |                                                   | Bcn                     | col·lectiva                          |                                                   |
| 1951      | Participa en certàmens oficials a Espanya i París                                                                               |                                                   |                         | col·lectiva                          |                                                   |
| 1953      | II Bienal Hispanoamericana (L'Havana).                                                                                          |                                                   | L'Havana                | col·lectiva                          |                                                   |
| 1954      | Saló d'Octubre (Barcelona) |                                                   | Bcn                     | col·lectiva                          |                                                   |
| 1955      | Saló d'Octubre (Barcelona) |                                                   | Bcn                     | col·lectiva                          |                                                   |
| 1955      | III Bienal Hispanoamericana (Barcelona)                                                                                         |                                                   | Bcn                     | col·lectiva                          |                                                   |
| 1956      | exposició individual a la Sala Vayreda (del 18 de febrer al 2 de març).                                                         | Sala Vayreda                                      | Bcn                     | individual                           |                                                   |
| 1957      | exposició a Berga |                                                   | Berga                   | individual                           |                                                   |
| 1958      | exposició individual a Galería Sur (del 20 de juny al 2 de juliol)                                                              | Galería Sur                                       | Santander               | individual                           |                                                   |
| 1958      | exposició individual a la Sala Vayreda (del 31 d'octubre al 14 de novembre)                                                     | Sala Vayreda                                      | Bcn                     | individual                           |                                                   |
| 1960      | exposició individual a la Sala Vayreda (del 3 al 16 de desembre)                                                                | Sala Vayreda                                      | Bcn                     | individual                           |                                                   |
| 1960      | Saló de Maig (Barcelona). |                                                   | Bcn                     | col·lectiva                          |                                                   |
| 1961      | exposició individual a Galerie Lambert (del 12 de setembre al 5 d'octubre)                                                      | Galerie Lambert                                   | París                   | individual                           |                                                   |
| 1962      | exposició individual a l'Ateneo de Madrid (del 15 al 28 de febrer)                                                              | Ateneo de Madrid                                  | Madrid                  | individual                           |                                                   |
| 1964      | exposició individual (del 13 al 29 de maig)                                                                                     | Galería Belarte                                   | Bcn                     | individual                           |                                                   |
| 1967      | Maria Girona (18/2/1967-3/3/1967)                                                                                               | Val i 30 Galeria de Arte                          | València                | individual                           |                                                   |
| 1998      | Maria Girona. (10/03/1998 -).                                                                                                   | Galería Juan Gris                                 | Madrid                  | individual                           |                                                   |
| 1998      | Maria Girona. La Luz y Las Cosas (juny-juliol 1998).                                                                            | Sala de exposiciones Banco Zaragozano             | Saragossa               | individual                           |                                                   |
| 2005      | Maria Girona. A la meva manera. Barcelona, Galeria René Metras, 6/10/2005.                                                      | Galeria René Metras                               | Bcn                     | individual                           |                                                   |
| 2007      | Maria Girona. La mirada blava                                                                                                   | Museu de Pintura de Sant Pol de Mar               | Sant Pol de Mar         | individual                           |                                                   |
| 2008      | Albert Ràfols Casamada – Maria Girona (18 juliol - 28 de setembre 2008)                                                         | Fundació Bassat, Can Palauet                      | Mataró                  | en tàndem                            |                                                   |
| 2010      | D’un blau intens. Maria Girona i Albert Ràfols-Casamada. Un homenatge (12/02/2010 - 31/03/2010)                                 | Galeria d'art Tatiana Kourochkina                 | Barcelona               | en tàndem                            |                                                   |
| 2018-2019 | Maria Girona · Ràfols-Casamada. L'equilibri possible. Bernat Puigdollers.                                                       | Museu de Montserrat (Abadia de Montserrat)        | Monistrol de Montserrat | en tàndem                            |                                                   |
| 2023      | Maria Girona, Contemporània de si mateixa                                                                                       | Fundació Vila Casas. Espais Volart                | Barcelona               | individual                           | Comissariada per Victòria Combalía i Àlex Susanna |

### Exposicions individuals
- 1951: Exposicions a Madrid i Barcelona.
- 1954: (del 6 al 19 de febrer): exposició individual a la Sala Vayreda (Barcelona).[26]
- 1956 (del 18 de febrer al 2 de març): exposició individual a la Sala Vayreda (Barcelona).[29]
- 1957: Exposició a Berga.
- 1958: (del 20 de juny al 2 de juliol): exposició individual a Galería Sur (Santander).
- 1958 (del 31 d'octubre al 14 de novembre): exposició individual a la Sala Vayreda (Barcelona).[30]
- 1960: (del 3 al 16 de desembre: exposició individual a la Sala Vayreda (Barcelona).[31] Saló de Maig (Barcelona).
- 1961 (del 12 de setembre al 5 d'octubre): exposició individual a Galerie Lambert (París).
- 1962: (del 15 al 28 de febrer): exposició individual a l'Ateneo de Madrid.[32]
- 1964: (del 13 al 29 de maig): exposició individual a Galería Belarte (Barcelona).
- 1967 Maria Girona. València, Val i 30 Galeria de Arte, 18/2/1967-3/3/1967.[33]
- 1970 Maria Girona. Pintures, collages. Barcelona, Galeria AS, 15/5/1970-30/5/1970.[40]
- 1973 Maria Girona. Barcelona, Galeria Adrià, 16/05/1973-09/06/1973.[41]
- 1975 Maria Girona. Barcelona, Galeria Adrià, 26/11/1975-20/12/1975.[42]
- 1976 Maria Girona. Son Servera (Mallorca), Sa Pleta Freda, 07/12/1976-07/1/1977.[43]
- 1977 Maria Girona. Madrid, Galería Altex, 14/04/1977.[44]
- 1977 Maria Girona, una pintura en llibertat. Barcelona, Galeria Adrià, 26/04/1977.[45]
- 1978 Maria Girona. Barcelona, Galeria Adrià, 05/04/1978.[46]
- 1980 Maria Girona. Barcelona, Galeria 491, 07/05/1980-31/05/1980.[47]
- 1981 Maria Girona: trenta peces en forma de quadre: homenatge a Erik Satie. Barcelona, Galeria René Métras, 04/03/1981-28/03/1981.[48]
- 1982 Maria Girona: pintures. Martorell, El Setze, 06/11/1982-02/12/1982.[49]
- 1983 Maria Girona. Barcelona, Galeria René Métras, 27/09/1983.[50]
- 1986 M. Girona. Barcelona, Institut Français de Barcelone, 04/03/1986-21/03/1986.[51]
- 1987 Maria Girona. Pintures. Barcelona, Àmbit Galeria d'Art, 3/2/1987-28/2/1987.[52]
- 1991 Maria Girona. Pintures. Vilafranca del Penedès, XII Galeria d'Art, 21/03/1991-21/04/1991.[53]
- 1992 El Prat de Llobregat, Sala 11, Ajuntament del Prat de Llobregat, 22/04/1992.
- 1993 Maria Girona. Madrid, Galería Juan Gris, 20/5/1993.[54]
- 1995 Maria Girona: obra recent. Barcelona, Galeria René Metras, 09/11/1995.[55]
- 1997 Maria Girona. Agramunt, Espai Guinovart, 29/6/1997-29/7/1997.[56]
- 1998 Maria Girona. La Luz y Las Cosas Saragossa, Sala de exposiciones Banco Zaragozano (juny-juliol 1998).[35]
- 1998 Maria Girona. Madrid, Galería Juan Gris, 10/03/1998.[34]
- 2000 Maria Girona. Vilassar de Mar, Museu Enric Monjo, 04/03/2000-02/04/2000.[57]
- 2000 Maria Girona. Barcelona, Galeria René Metras, 21/9/2000.[58]
- 2002 Maria Girona: dibujos y pinturas. València, Galeria i Leonarte, 16/12/2002.[59]
- 2005 Maria Girona. A la meva manera. Barcelona, Galeria René Metras, 6/10/2005.[36]
- 2007 Maria Girona. La mirada blava. Sant Pol de Mar, Museu de Pintura de Sant Pol de Mar.[7]
- 2023: Maria Girona, contemporània de si mateixa. Comissariada per Victoria Combalía i Àlex Susanna, als Espais Volart de la Fundació Vila Casas.[21]

### Exposicions en tàndem
- 1947: Maria Girona: pintura - Miguel Gusils: escultura. Barcelona, Sala Pictoria (del 29 de novembre al 12 de desembre).[60]
- 1951: Maria Girona - Albert Ràfols-Casamada. Madrid, Galería Buchholz, 25/09/1951-11/10/1951[61]
- 2000: Exposició d'obres de Maria Girona i Albert Ràfols-Casamada. Capellades, Les Voltes de Casa Bas (16/6/2000 - 8/7/2000)[5]
- 2004: Albert Ràfols Casamada - Maria Girona: Pinturas y dibujos. Galeria Leonarte, València.[5]
- 2006: Maria Girona - Ràfols Casamada. Museu de Tossa de Mar, Tossa de Mar (Girona).
- 2008: Albert Ràfols Casamada – Maria Girona. Fundació Bassat, Can Palauet, Mataró (del 18 juliol al 28 de setembre de 2008)[37][5]
- 2010: D’un blau intens. Maria Girona i Albert Ràfols-Casamada. Un homenatge. Barcelona, Galeria d'art Tatiana Kourochkina (12/02/2010 – 31/03/2010).[38][5]
- 2018-2019: Maria Girona · Ràfols-Casamada. L'equilibri possible. Bernat Puigdollers. Museu de Montserrat (Abadia de Montserrat).[39][5]

### Exposicions col·lectives
- 1946: Exposició del grup Els Vuit (Barcelona).
- 1948: Saló d'Octubre (Barcelona).
- 1949: Saló d'Octubre (Barcelona).
- 1950: Saló d'Octubre (Barcelona).
- 1950: Exposició de grup al Col·legi d'Espanya de la Ciutat Universitària de París.
- 1951: Exposicions a Madrid i Barcelona. Participa en certàmens oficials a Espanya i París.
- 1951: Saló d'Octubre (Barcelona).
- 1953: II Bienal Hispanoamericana (L'Havana).
- 1954: Saló d'Octubre (Barcelona).
- 1955: Saló d'Octubre (Barcelona). III Bienal Hispanoamericana (Barcelona).
- 1957: Saló de Maig (Barcelona).
- 1958: Exposició 20 años de Arte Español Contemporáneo (Lisboa).
- 1958: Saló de Maig (Barcelona).
- 1959ː Saló de Maig (Barcelona).
- 1961: Exposició Club Internacionale Féminin de Peinture al Museu d'Art Modern de París.
- 1962: Exposició Veinte años de pintura española.

## Fons personal
El desembre de 2015 la família de Maria Girona i Albert Ràfols-Casamada va lliurar a la Biblioteca de Catalunya el fons personal d'ambdós artistes, que comprèn els seus materials gràfics, manuscrits i impresos. Una de les nebodes dels artistes, Maria Fuchs Girona, en nom i representació de la seva germana Margarita Rosa Fuchs Girona, va dipositar temporalment el fons a la Biblioteca de Catalunya, mentre es formalitza la donació definitiva. Fins ara, els fons gràfics, textuals i bibliogràfics dels artistes estaven ubicats a diferents espais.
El fons d'Albert Ràfols-Casamada i Maria Girona és una mostra representativa de l'activitat professional i de l'experiència personal dels artistes. En els documents es recull l'activitat pròpia i la del seu entorn. El fons mostra la gran activitat al voltant del disseny que dona pas a la generació dels anys 80 del segle xx, marcada per l'esclat a l'entorn dels Jocs Olímpics de Barcelona de 1992. La documentació gràfica d'aquest fons destaca tant per la seva extensió, com pel contingut. Permet tenir una visió de l'activitat dels artistes a través dels catàlegs d'exposicions i de les fotografies i accedir a la seva expressió més intima, mitjançant les seves llibretes de dibuixos originals comentats amb textos manuscrits. Cal destacar especialment el gran nombre d'esbossos originals i molt especialment les llibretes de butxaca.
També conserven obra de Maria Girona el Museu Comarcal de l'Urgell (Tàrrega), el Museu d'Art de Sabadell, el Museu Nacional d'Art de Catalunya i la Biblioteca Museu Víctor Balaguer.